# Pilorožkovití
Pilorožkovití (Melittidae) jsou malá čeleď včel z řádu blanokřídlých. Je známo asi 200 druhů a 14 rodů. Systematické postavení čeledi není dosud zcela jasné. Tradičně jsou považovány za sesterskou skupinu „dlouhojazyčných včel“ (tj. čalounicovitých a včelovitých), existují však molekulárně biologické studie, podle nichž Melittidae představují nejbazálnější čeleď včel, tj. sesterskou skupinu všech ostatních včel. Otázkou také dosud je, zda je čeleď skutečně monofyletická.

## Popis
Čeleď pilorožkovití je podobná čeledi pískorypkovitých (Andrenidae). Jsou to rovněž krátkojazyčné a nohosběrné včely. Na rozdíl od většiny pískorypkovitých však mají redukované chloupky na stehnech končetin, pylové košíčky jsou umístěny na holeních a na kostrči.
Melittidae mají obecně poměrně krátké, špičatě zakončené jazyky a nespecializovaná kusadla, jejichž první dva články jsou poměrně krátké. Neexistuje žádný znak společný všem včelám z čeledi Melittidae, který by se nevyskytoval u žádné jiné čeledi. Obecně se jedná o menší až středně velké včely, ovšem v podčeledi Meganomiinae jsou i velké druhy – nad 17 mm.

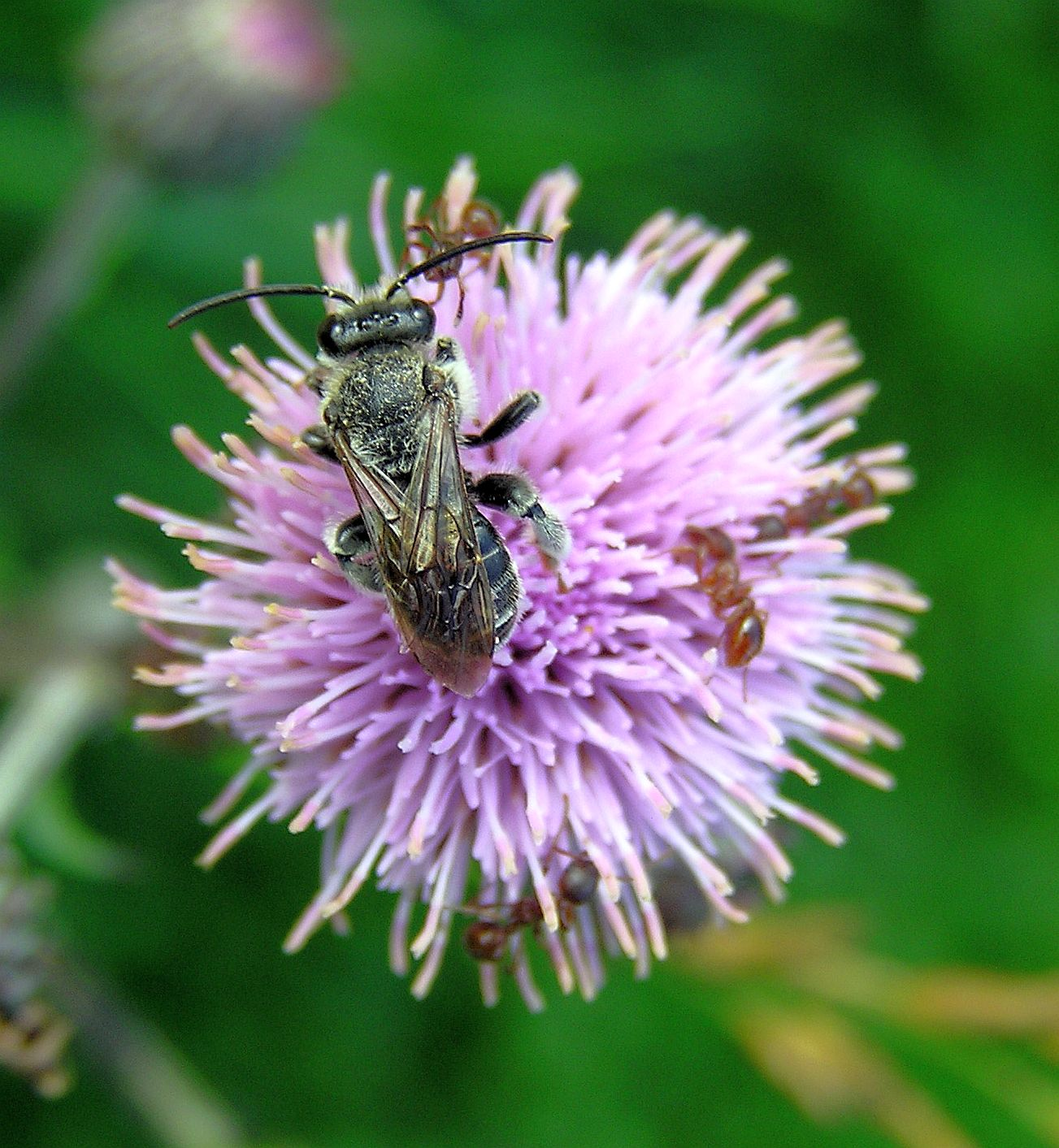
Olejnice Macropis europaea

## Životní cyklus
Všechny druhy jsou samotářské a hnízdí v zemi. Po páření samička vytvoří noru, do které přináší pyl. Na pyl naklade jedno vajíčko. To larva spotřebuje během 10 dnů, poté přezimuje a v následujícím roce se zakuklí.
Mnoho druhů je oligolektických, tj. specializovaných na určité druhy rostlin. Zvláštností čeledi Melittidae je, že se u nich vyskytuje „sběr oleje“. Druhy rodů Rediviva a Macropis mají na předních a prostředních nohách zvláštní chloupky, kterými sbírají olej, kterým potahují svá hnízda. Olej pochází nejčastěji z květů vrbiny (rod Lysimachia), která vylučuje olej v elaioforech. Vyhynulý druh Paleomacropis eocenicus nalezený v jantaru měl také chloupky, které mohly sloužit ke sběru oleje.

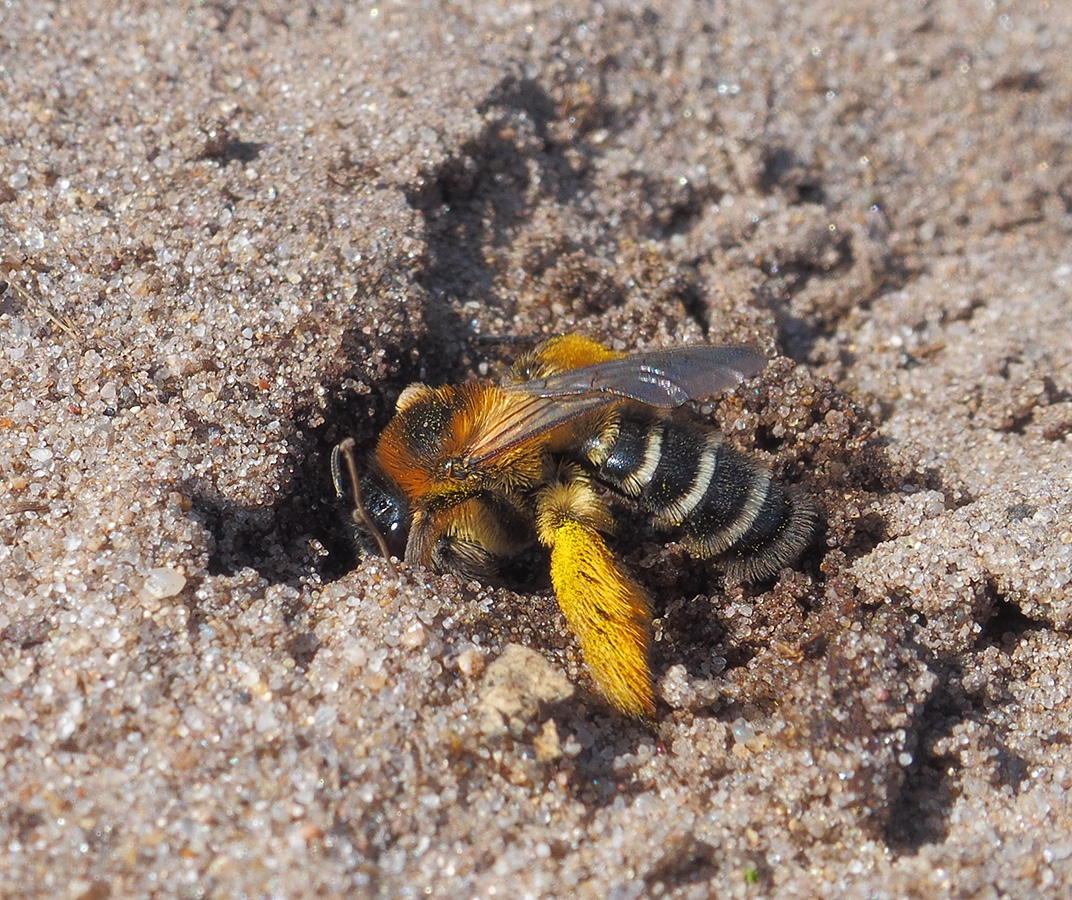
Chluponožka Dasypoda hirtipes

## Rozšíření
Druhy čeledi jsou rozšířeny v palearktické oblasti a v jižní Africe. Největší rozmanitosti dosahují v jižní Africe. V Severní Americe je čeleď vzácná, pouze rod Hesperapis je poměrně rozšířený na západě Spojených států a v Mexiku. V palearktické oblasti se vyskytují druhy z podčeledí Dasypodainae a Melittinae. Meganomiinae se vyskytují pouze v Africe. V Jižní Americe, Austrálii a Antarktidě není znám žádný druh čeledi.

## Zástupci
- chluponožka (Dasypoda)
- olejnice (Macropis)
- pilorožka (Melitta)[2]